# Eumetcal
Eumetcal è un portale internet europeo per la formazione nel settore della meteorologia. Il progetto Eumetcal è finanziato finanziato da EUMETNET (la comunità dei servizi meteorologici europei) e da EUMETSAT.
Lo scopo di Eumetcal è di facilitare la cooperazione per la formazione nel settore della meteorologia attraverso:
- lo scambio e la messa a disposizione in linea di materiale pedagogico;
- la creazione di corsi di istruzione;
- l'assistenza sulle tecniche di apprendimento delle lingue assistito da computer (CALL acronimo dall'inglese Computer-assisted language learning)